# Zubowe Skały
Zubowe Skały – grupa skał w rezerwacie przyrody Pazurek pomiędzy miejscowościami Pazurek i  Jaroszowiec w województwie małopolskim, w powiecie olkuskim. Rezerwat znajduje się na północno-zachodnim krańcu Płaskowyżu Ojcowskiego na Wyżynie Olkuskiej.
Zubowe Skały znajdują się w lesie w środkowej części rezerwatu. Zbudowane są z twardych wapieni skalistych. Mają wysokość do 18 m, ściany połogie, pionowe lub przewieszone i różnorodne kształty. Na niektórych z nich uprawiana była wspinaczka skalna i skałom tym wspinacze nadali nazwy: Babka I, Babka II, Biała, Boczny Mur, Główny Mur, Kwadratowa, Ostatnia, Zielona Ściana. Poprowadzili na nich 34 drogi wspinaczkowe (w tym 4 projekty) o trudności od III do VI.4 w skali krakowskiej. Niektóre z nich mają zamontowane stałe punkty asekuracyjne (ringi, spity, ringi zjazdowe). Przy czerwonym szlaku turystycznym jest jeszcze jedna mniejsza skała o nazwie Mała Skałka.
Pierwszymi badaczami Zubowych Skał byli speleolodzy, głównie Kazimierz Kowalski. W 1951 roku opublikował on Jaskinie Polski, w których wymienił m.in. jaskinie Zubowych Skał i Cisowej Skały. Do 2019 roku grotołazi opisali w Zubowych Skałach jedną jaskinię (Jaskinia przy Wielkim Okapie) i dwa schroniska: Schronisko przy Stacji Kolejowej Rabsztyn, Schronisko z Kościami. Pierwsi wspinacze na Zubowych Skałach pojawili się pod koniec lat 60. XX wieku. Wspinano się metodą klasyczną, na wędkę, a także metodą sztucznych ułatwień. Pierwszy przewodnik wspinaczkowy w tym rejonie opracował  Maciej Woch. Przewodnik ten przyczynił się do spopularyzowania wspinaczki, powstawały nowe drogi wspinaczkowe. Na Zubowych Skałach w latach 1981-84 Harcerski Klub Taternictwa urządzał coroczne zawody wspinaczkowe; w 1990 odbyły się ostatnie  ogólnopolskie zawody „gliwickie”. Po utworzeniu rezerwatu przyrody w 2008 r. zakazano wspinaczki, a w latach 2013-2014 fundacja Wspinka uniemożliwiła wspinaczom bezpieczną asekurację przy użyciu śrub blokujących wpięcie ekspresów w ringi. Wspinacze, przy poparciu PZA rozpoczęli starania o przywrócenie możliwości wspinaczki. Po licznych staraniach, wizjach lokalnych, sporządzeniu rozlicznych dokumentacji i ekspertyz, po prawie 5 latach starań, 14 czerwca 2019 roku przywrócono możliwość wspinania się na Zubowych Skałach. Dopuszczono  wspinaczkę na określonych warunkach na 3 skałach: Główny Mur, Boczny Mur i Zielona Ściana.
Z Zubowymi Skałami wiąże się opowieść o skarbach, które podobno ukryli tutaj powstańcy styczniowi. Przed II wojną światową pewien przybysz w leśniczówce w Zalesiu Gołczowskim opowiadał, że znalazł skarb złożony ze sztab złota i platyny, a także monet i biżuterii, ale na razie pozostawił go na miejscu, obiecując, że rychło pojawi się tu, by go ze sobą zabrać. Prowadzące do nich znaki zniszczył.

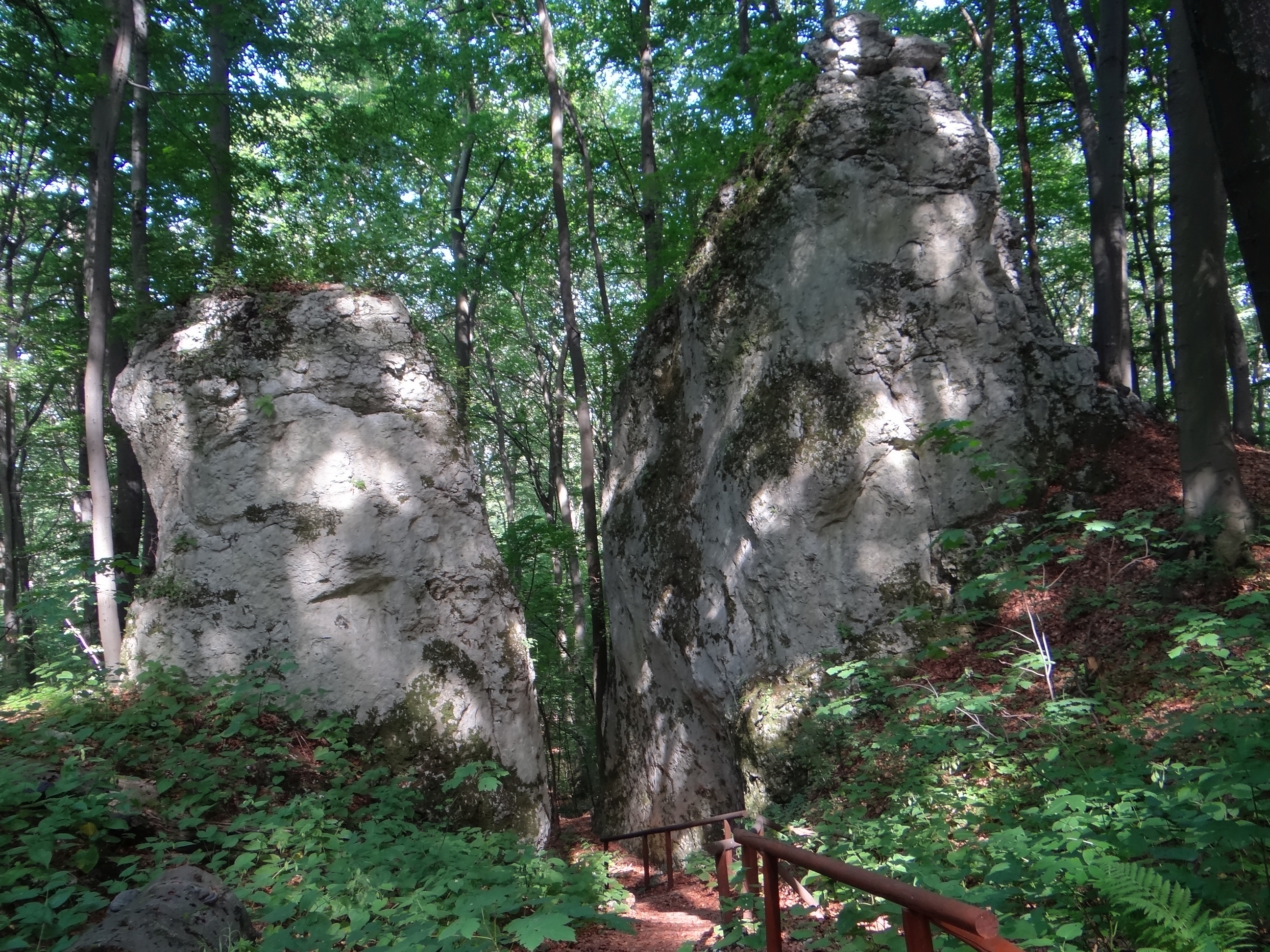
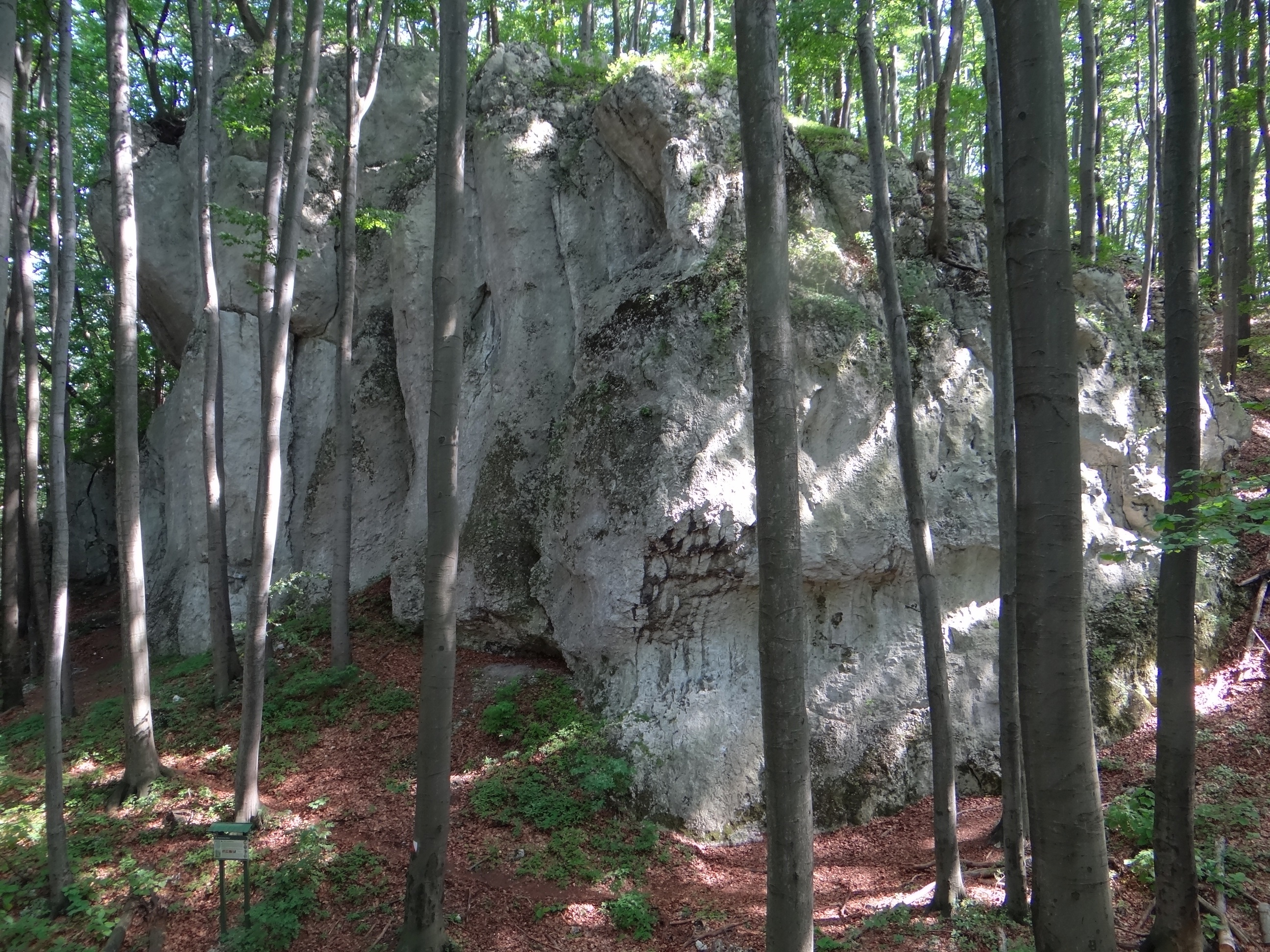
Boczny Mur
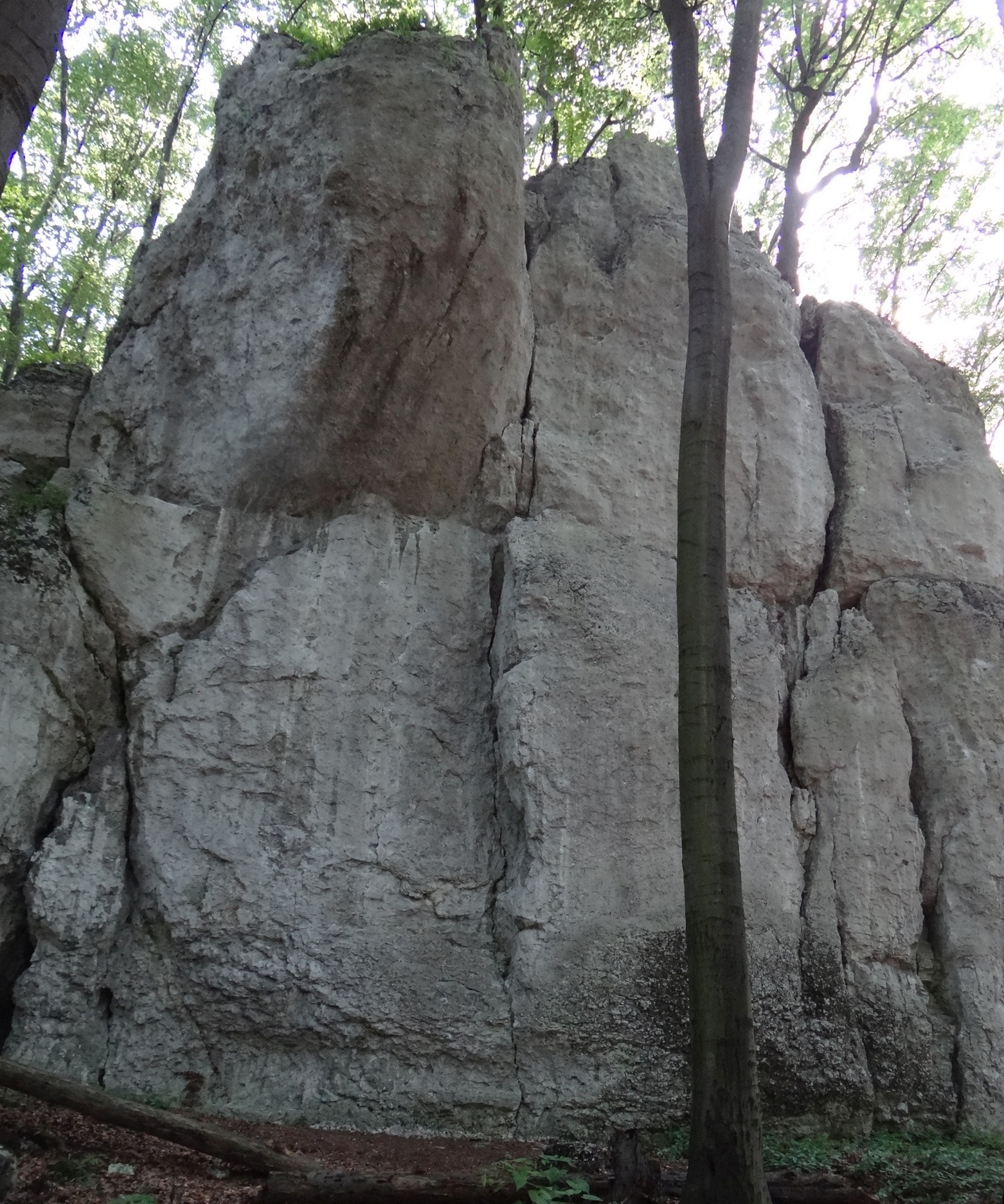
Główny Mur
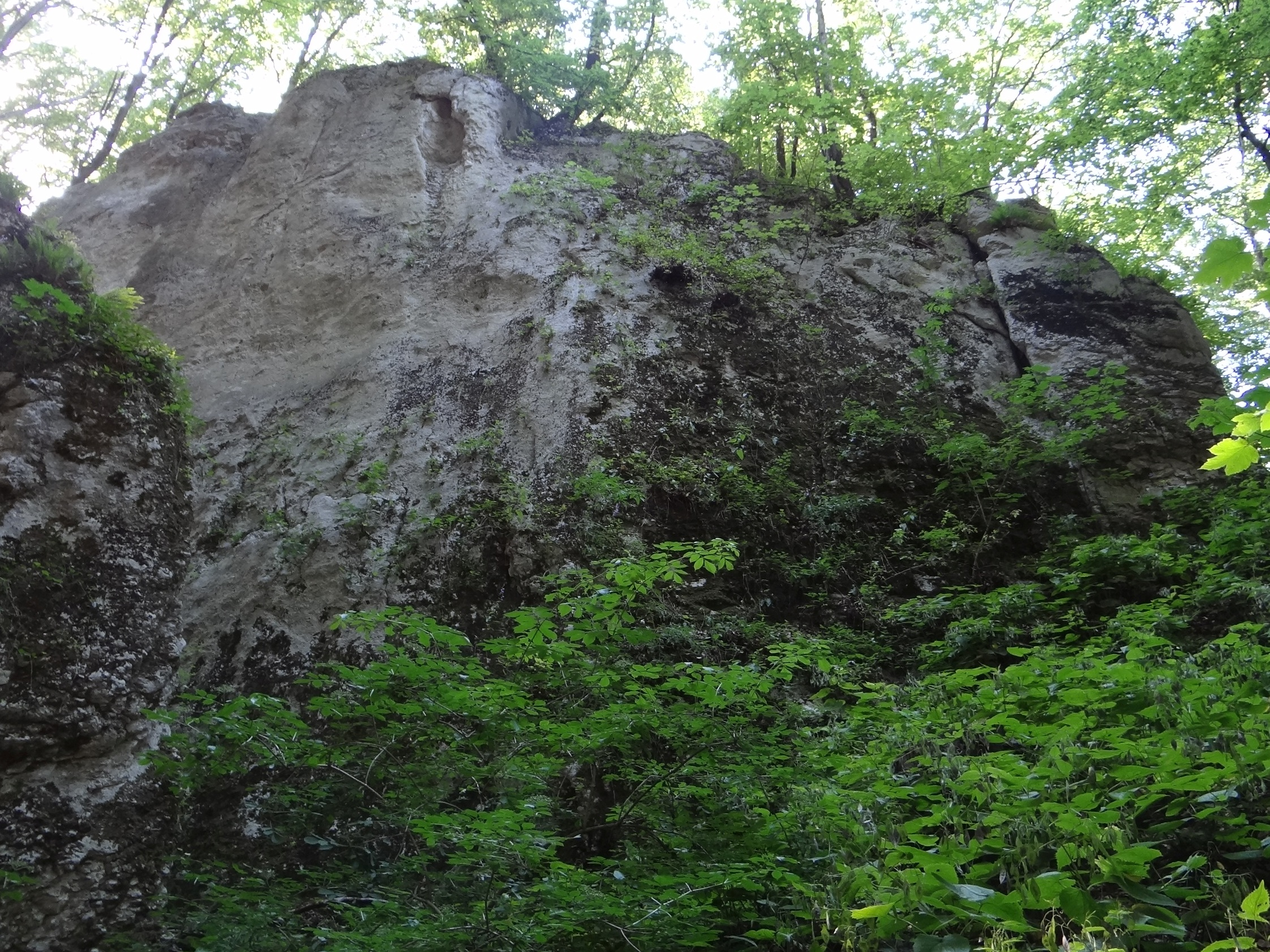
Zielona Ściana
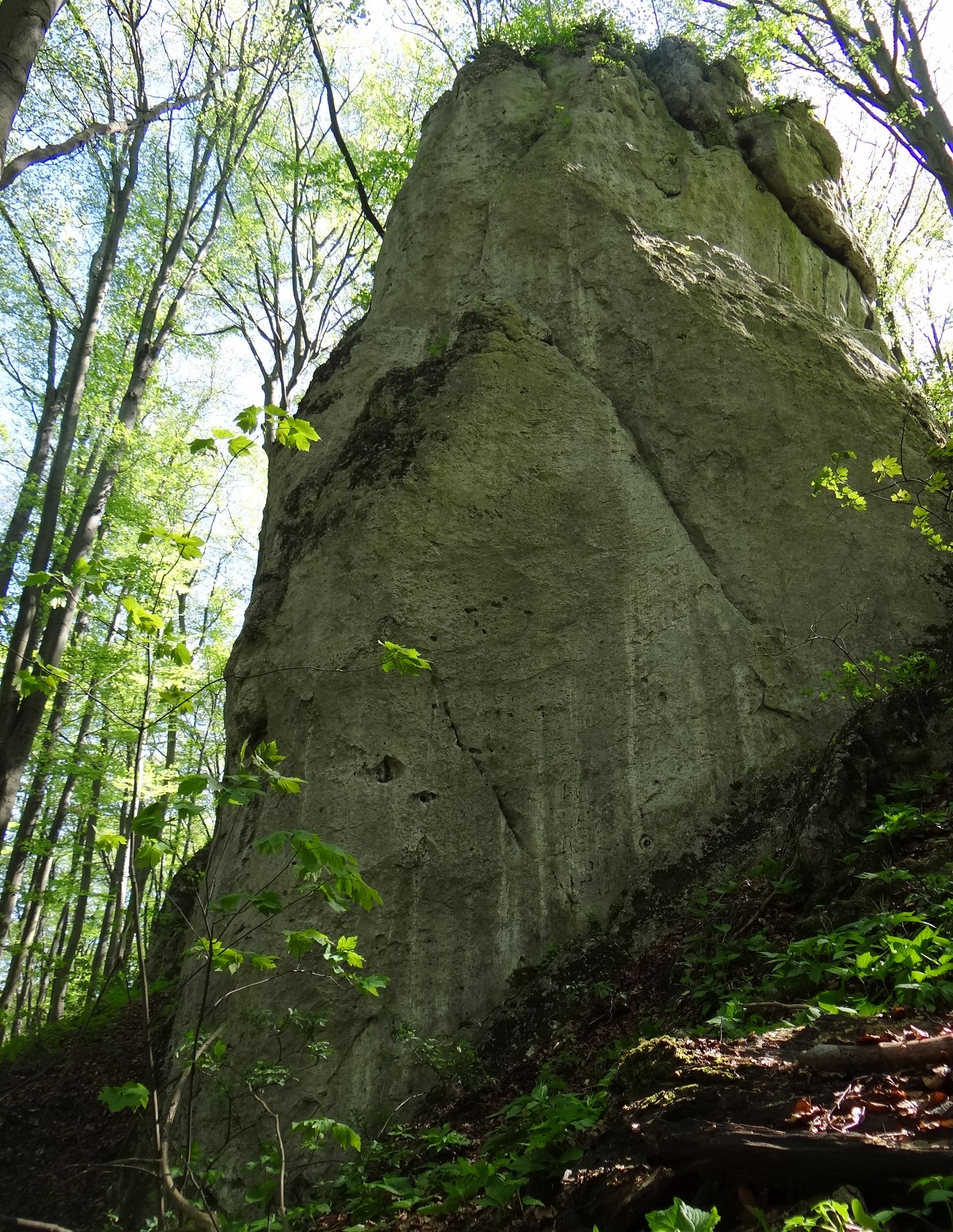
Biała
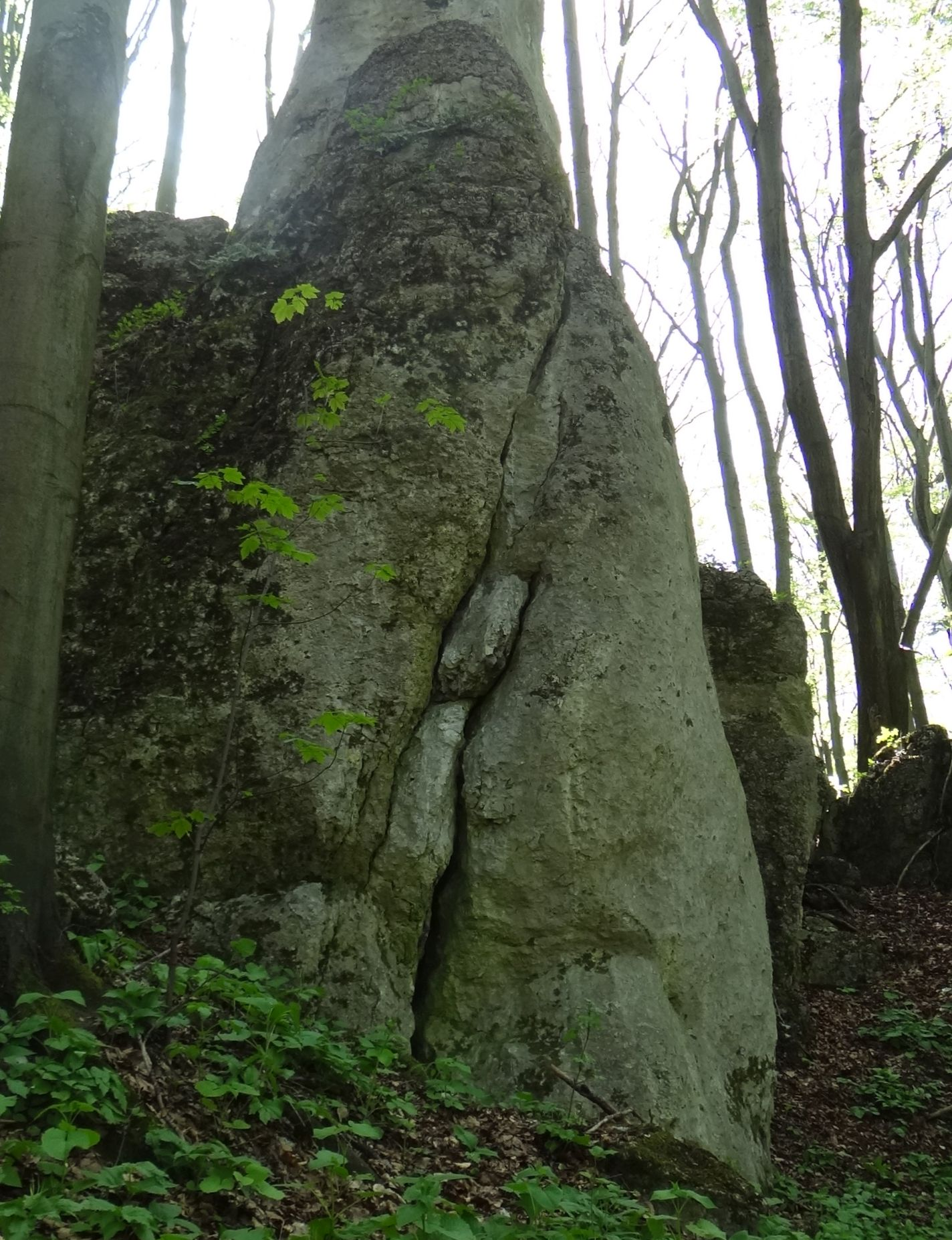
Ostatnia
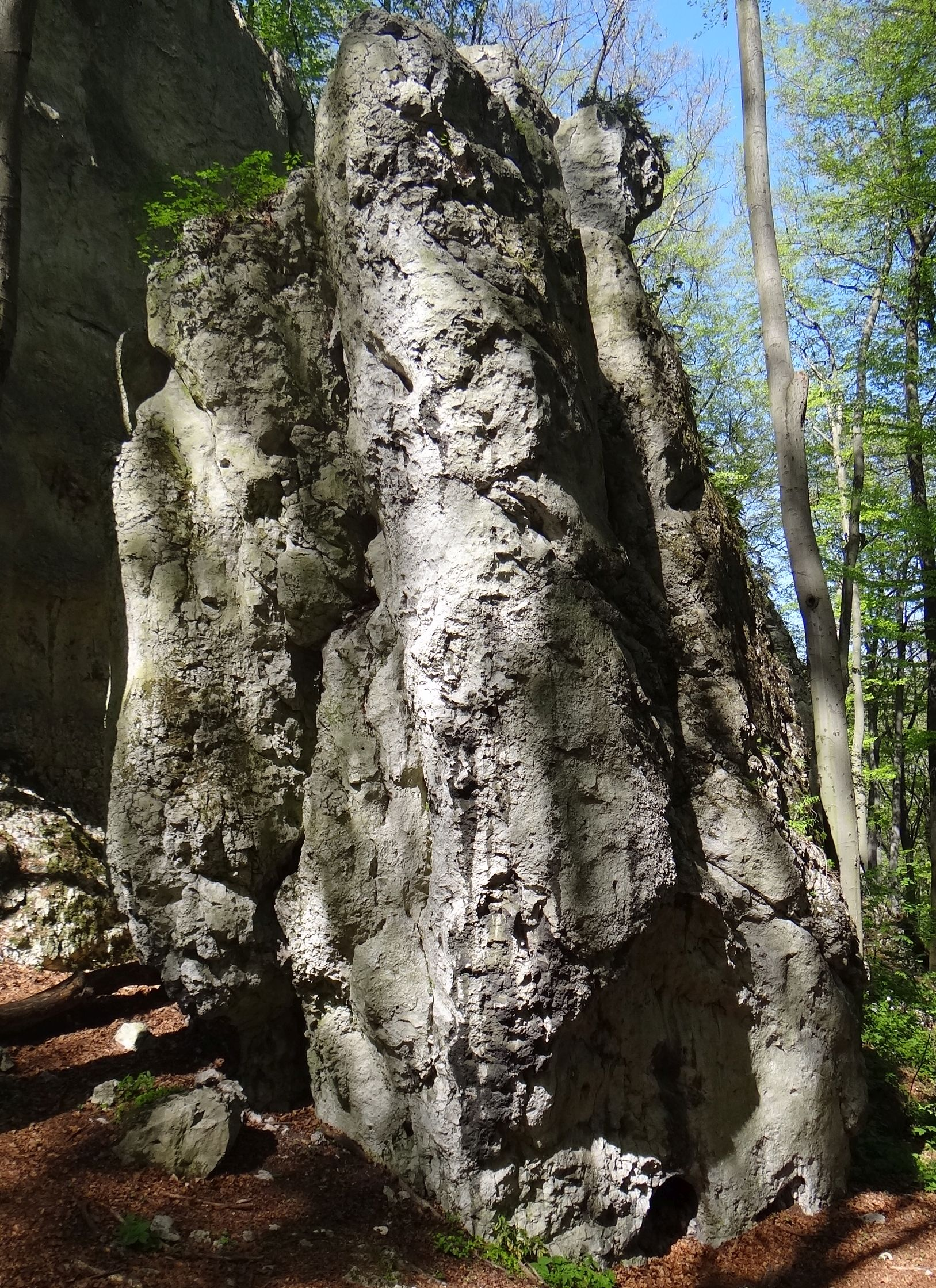
Babka I

## Szlaki turystyczne
Obok Zubowych Skał prowadzi zielony szlak turystyczny będący odgałęzieniem Szlaku Orlich Gniazd, oraz ścieżka dydaktyczna rezerwatu Pazurek. Przy Zubowych Skałach znajduje się jej 3 przystanek i tablica informacyjna.
 Januszkowa Góra – rezerwat przyrody Pazurek – Jaroszowiec
 ścieżka dydaktyczna rezerwatu Pazurek